# Notensatz
Notensatz bezeichnet (analog zum Textsatz im Buchdruck) die Aufbereitung von Noten in veröffentlichungs- und vervielfältigungsfähiger Form.
Der handwerkliche Notensatz durch ausgebildete Notenstecher bzw. Notensetzer wird seit dem Ende des 20. Jahrhunderts vom Computernotensatz verdrängt, der sowohl bei der Druckvorlagenherstellung als auch zur Verbreitung von Musik über elektronische Medien Verwendung findet.

## Die Anfänge des Notendrucks
Bis in die zweite Hälfte des 15. Jahrhunderts konnten Noten ausschließlich handschriftlich vervielfältigt und verbreitet werden. Die ältesten bekannten, wahrscheinlich mit Holzplatten im Blockdruckverfahren (Holzschnitt; vgl. Blockbuch) gedruckten Noten stammen aus dem Jahr 1473. Der Musikdruck in Italien begann 1501 mit Ottaviano dei Petrucci. Auch der Kupferstich wurde zum Druck von Noten eingesetzt. Beide Techniken waren jedoch aufwendig und Noten wurden dementsprechend selten mithilfe dieser Techniken vervielfältigt.

## Der Druck mit beweglichen Typen

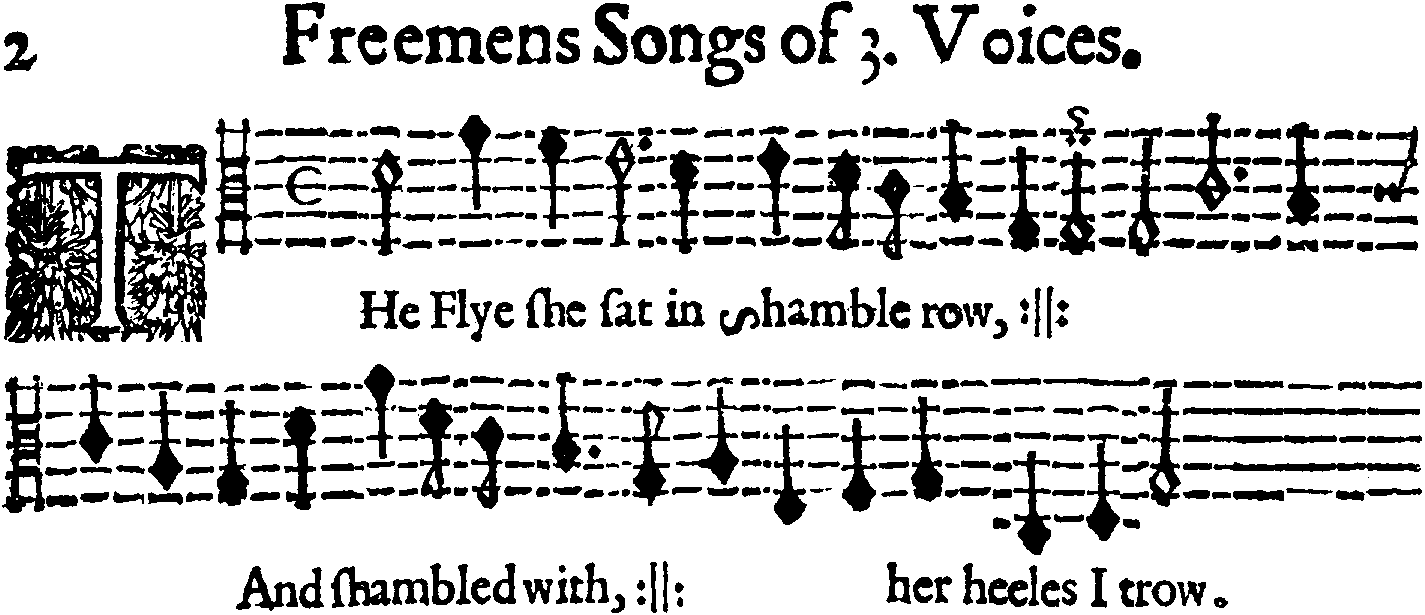
Ausschnitt aus dem Druck eines Liedes von Thomas Ravenscroft mit beweglichen Lettern von 1609

Ottaviano dei Petrucci (1466–1539) entwickelte eine Technik, die ebenso wie der Gutenbergsche Textsatz mit beweglichen Typen arbeitete. Auf diese Weise konnte Musik erstmals günstig und in größeren Auflagen gedruckt werden.
Petrucci druckte in mehreren Druckgängen Notenlinien, Notenzeichen und Text. Die Druckphasen präzise zur Deckung zu bringen, war sehr aufwendig. Pierre Attaingnant (1494–1551) vereinfachte das Verfahren, indem er Notenlinien und -zeichen in einer Type vereinte. Dies resultierte allerdings in sichtbaren Lücken in den Notenlinien (vgl. Abbildung), weil diese durch eine Reihe einzelner Typen zusammengesetzt wurden. Dennoch fand dieses Verfahren aufgrund seiner Wirtschaftlichkeit Verbreitung. Es war bis ins 20. Jahrhundert hinein gebräuchlich, vor allem für Texte mit Notenbeispielen. Auch Jacques de Sauleque (1558–1648) wird als Erfinder in einigen Werken angeführt.
Die sich im Barock weiterentwickelnde Notation war mit diesem Verfahren allerdings nicht mehr adäquat wiederzugeben. Johann Gottlob Immanuel Breitkopf (1719–1794) zerlegte die Typen deshalb in kleinere Segmente, um sie flexibler kombinierbar zu machen (darauf basierend gründete er den ersten europäischen Musikverlag in Leipzig). Aber auch dieses Verfahren war gegenüber der handgeschriebenen Notenschrift stark eingeschränkt.

## Kupferstich
Da die Ätzradierung eine höhere Flexibilität gestattete, wurde sie in der Barockzeit sehr häufig zum Notendruck eingesetzt – auch Johann Sebastian Bach nutzte diese Technik zur Vervielfältigung seiner Musik. Dabei wurde die handgeschriebene Vorlage mit Öl getränkt, um sie durchsichtig zu machen, und durch Nachzeichnen mit Durchschreibepapier seitenverkehrt auf die wachsbeschichtete Druckmatrize übertragen. Um Geld zu sparen, führte der Komponist diese Arbeit oft selbst aus.
Durch Nachziehen aller Linien und Notenköpfe mit einem Grabstichel konnte der Stecher anschließend dort die Wachsschicht entfernen. Es folgte ein Ätzbad, das an den entsprechenden Stellen Vertiefungen in der Matrize erzeugte. Nach Reinigung war die Druckplatte für dieses Tiefdruckverfahren fertig. Da man einen aufwendigen zweiten Durchgang im Hochdruckverfahren vermeiden wollte, konnten Buchstaben für Vortragsbezeichnungen und Überschriften nur handschriftlich angebracht werden.

## Der Notenstich mit Stahlstempeln
Um 1730 erfand der Engländer John Walsh (1665–1736) den Notenstich mit Stahlstempeln und vereinigte damit die Vorteile des flexiblen Kupferstichs mit denen des effizienten Typendrucks. Statt Typen benutzte er Stempel, die an einer beliebigen Stelle mit einem Hammer in eine Druckplatte aus Hartzinn, englisch „Pewter“, geschlagen werden konnten. Auch Text konnte mittels Stempel in die Platte eingeschlagen werden. Linien (Notenlinien, Taktstriche, Hälse und Balken) sowie Bögen wurden weiterhin analog zum Kupferstich gestochen. Hartzinn ist eine Legierung aus Blei, Zinn und Antimon, die bereits vorher für den manuellen Stich in Gebrauch war. In der Folge fanden auch andere Metalle wie Zinn Verwendung.
Von der gestochenen Platte konnte im Tiefdruckverfahren gedruckt werden. Eine Platte war aber nur für eine begrenzte Zahl von Drucken verwendbar. Durch Abnutzung verlor das Druckbild nach und nach an Schärfe. Die Lithografie und später fotomechanische Reproduktionsmethoden erlaubten es, mit einem einzigen Abzug von der gestochenen Platte hohe Auflagen zu drucken.
Der Beruf des Notenstechers wurde als Handwerk von Generation zu Generation weitergegeben und perfektioniert. Die Lehre dauerte 6 Jahre. Unsere heutige Vorstellung vom Aussehen der Notationselemente und deren Anordnung wurde entscheidend vom Notensetzerhandwerk geprägt. Die Qualität von durch erfahrene Notenstecher hergestellten Druckvorlagen gilt praktisch als unübertroffen. Alle späteren Verfahren orientieren sich daher am Notenstich.

## Alternative Methoden zur Druckvorlagenherstellung
Die fotomechanische Reproduktionstechnik erlaubte es, beliebige Schwarz-Weiß-Grafiken als Druckvorlagen zu verwenden. Es wurde deshalb nach ökonomischen Alternativen zum material- und arbeitsaufwendigen Notenstich gesucht. Die einfachste Möglichkeit bestand darin, per Hand geschriebene Noten (sogenannte Autografien) zu verwenden. Geübte Notengrafiker, die Noten mit Tusche auf transparente Folie oder Papier zeichneten, konnten Ergebnisse erzielen, die von gestochenen Noten nur bei näherer Betrachtung zu unterscheiden sind.
An den Notenstich angelehnt gab es die sogenannte Stempelautografie und das Notaset. Die beim Stich durch Stempel eingeschlagenen Zeichen wurden hierbei durch Stempel und Druckfarbe bzw. durch das Abreiben der Zeichen von für diesen Zweck hergestellten Abreibefolien auf Transparentfolie oder Papier aufgebracht. Die beim traditionellen Stich ohne Stempel gestochenen Elemente wurden mit Feder und Tusche gezeichnet.

## Computernotensatz
Anders als beim Textsatz wurde brauchbare Software für den Notensatz erst relativ spät entwickelt. Einerseits ist die Struktur der Notenschrift komplexer als die von normalem Text, andererseits gibt es keine verbindlichen Regeln für die exakte Anordnung der Notenzeichen. Im handwerklichen Notensatz erfolgte die Positionierung der Zeichen vielfach nach Erfahrung und ästhetischem Empfinden.
Die ersten automatischen Musikformatierungsprogramme fanden daher vor allem für einfache Situationen wie die Notation von Melodien Gebrauch. In den Anfängen mussten teilweise Elemente wie Bögen manuell ergänzt werden. Ein aktuelles, fortgeschrittenes Formatierungsprogramm ist Lilypond. Es besitzt keine grafische Benutzeroberfläche. Mit einer Eingabesprache werden semantische Informationen über Tonhöhen und -dauern, Pausen, Verbalkung etc. eingegeben, die vom Programm in ein grafisches Notenbild umgewandelt werden. Für die Herstellung von Druckvorlagen für den verlagsmäßigen Notendruck finden reine Formatierungsprogramme heute allerdings keine Anwendung mehr.
Eine der frühesten noch in Gebrauch befindlichen Anwendungen mit grafischer Benutzeroberfläche ist Score, das sich relativ stark am Notenstich orientiert. Das laut Score-Hersteller San Andreas Press erste als Computersatz erschienene Musikstück waren 1971 sechs Bagatellen für Klavier des Score-Autors Leland Smith. Die Druckausgabe erfolgte über einen Plotter. Analog zu Druckplatten speichert das Programm Musik Seite für Seite in separaten Dateien. Wie bei der Arbeit mit Stahlstempeln erlaubt es, die Notationselemente sehr frei zu positionieren. Formatierungsautomatismen sind auf Nutzerbefehl allerdings möglich. Obwohl die Zukunft des Programms ungewiss ist, findet es noch immer bei professionellen Notensetzern, die für renommierte Verlage arbeiten, Anwendung.
Die heute weltweit am weitesten verbreiteten Notationsprogramme, die sowohl im professionellen Notensatz als auch von anderen Anwendern verwendet werden, sind Finale und Sibelius. Sie sind einerseits so komfortabel in der Bedienung, dass sie auch von Laien benutzt werden können, und andererseits ausreichend flexibel, um damit Noten für den Druck herzustellen. Etwas weniger umfangreiche, aber häufig preisgünstigere Notationssoftware gibt es in großer Zahl.
Für außergewöhnliche Notation von Zeitgenössischer Musik kommen auch Vektorgrafikprogramme zum Einsatz. Elemente traditioneller Notation können mit Notensatzprogrammen erstellt und im Grafikprogramm verändert oder neu zusammengestellt werden.
Kritiker sind der Meinung, dass auch mit besseren Computersatzprogrammen gesetzte Noten in vielen Fällen unästhetischer aussehen als solche, die von ausgebildeten Notensetzern handwerklich hergestellt wurden. Kernpunkt der Kritik ist, dass die Platzierung der Notationselemente nicht mehr auf dem Know-how und dem ästhetischen Empfinden eines menschlichen Notensetzers basiert, sondern vordefinierten Algorithmen überlassen wird. Diese Algorithmen, zum Beispiel zur Ermittlung der horizontalen Abstände der Noten, sind einerseits weniger flexibel als ein Notensetzer und stützen sich andererseits häufig nicht auf tradierte Verfahren, die bereits weitgehend in Vergessenheit geraten sind, weil sie meist nur mündlich in der Ausbildung der Notensetzer weitervermittelt wurden. Martin Gieseking schreibt dazu in seiner 2000 erschienenen Dissertation: „Das geschulte Auge [erkennt] mühelos, ob eine Partitur am Computer oder auf einer Druckplatte entworfen wurde. Darüber hinaus fehlt es besonders vielen kleinen Verlagen an detaillierten Kenntnissen über die Notenschrift, ohne die ein Computer, wie erwähnt, nur mäßige Resultate liefert. Von einer vollständigen Automatisierung, die alle Sonderfälle berücksichtigt, sind wir noch weit entfernt.“ Allerdings hängt die Qualität der Ergebnisse bei jeder Notensatzmethode auch entscheidend davon ab, wie gut der Notensetzer die Möglichkeiten der jeweiligen Technik zu nutzen versteht. Leistungsfähige Notensatzprogramme bieten mittlerweile eine recht freie Positionierung der Notationselemente unter Umgehung der vordefinierten Algorithmen an.
Der Computernotensatz bringt gegenüber den handwerklichen Verfahren viele wirtschaftliche Vorteile. Er ist weniger zeitaufwendig, erlaubt umfangreiche und schnelle Korrekturen und verbessert die Archivierbarkeit und Wiederverwertbarkeit bereits gesetzter Noten enorm. Es wird kein spezielles kostenintensives Arbeitsmaterial benötigt. Bei erheblicher Arbeitserleichterung ist er weniger fehleranfällig, beispielsweise beim Stimmenauszug sowie der Transposition oder der automatischen Taktnummerierung. Ergänzend zur visuellen Kontrolle kann der Notensetzer durch den Einsatz von MIDI eine Partitur auch mit dem Gehör auf Fehler überprüfen.